# Haus Goldschmieding

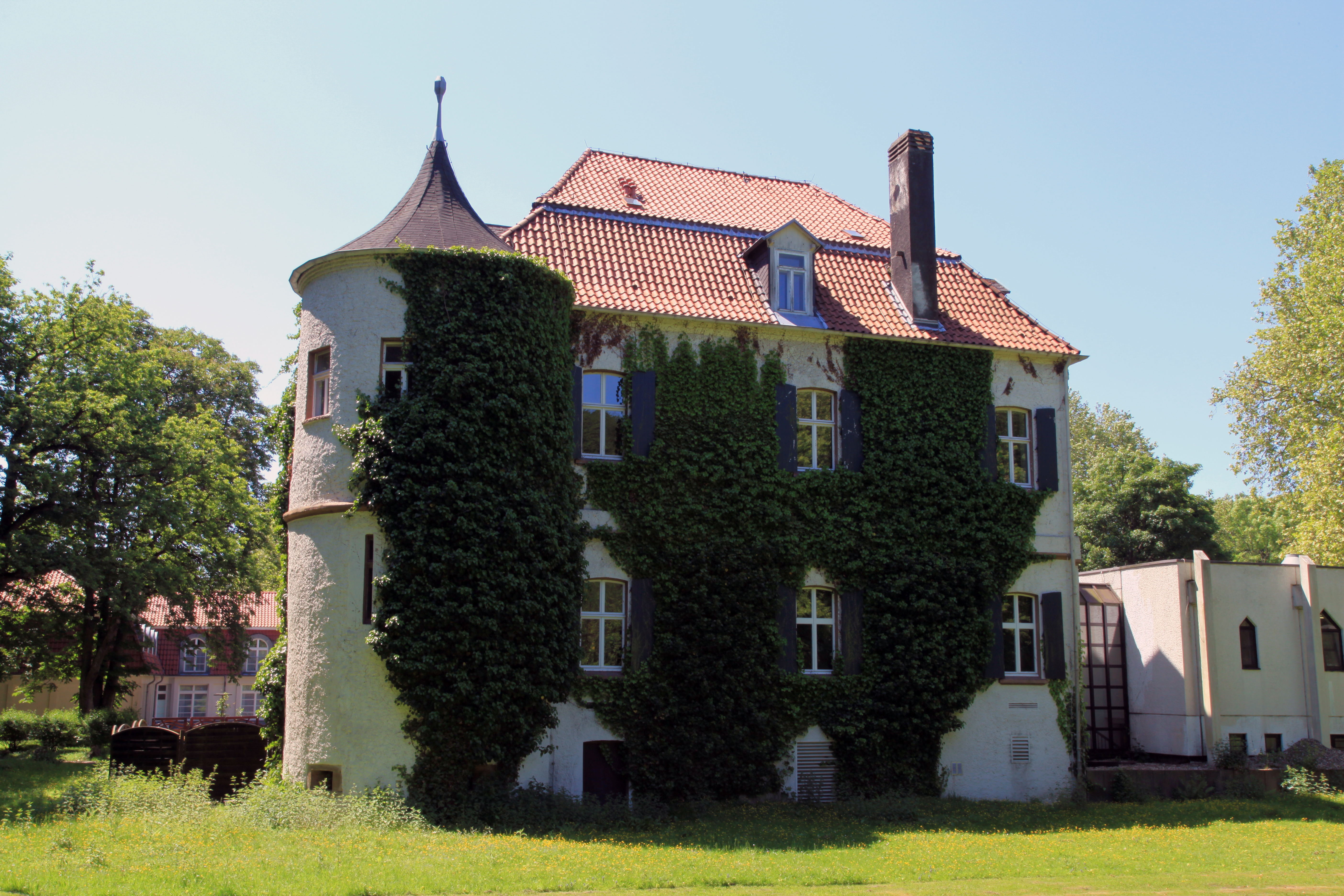
Haus Goldschmieding von Nordosten

Das Haus Goldschmieding ist ein ehemaliger Adelssitz auf dem Stadtgebiet von Castrop-Rauxel. Seine Ursprünge liegen in einem Rittergut aus dem 13. Jahrhundert, dessen Namen sich aus den mittelhochdeutschen Begriffen „gholt“ für „Holz“ bzw. „am Wald“ und „smedinc“ für „Schmiede“ zusammensetzt.
Im letzten Viertel des 16. Jahrhunderts wurde das damalige Haus im Stil der Lipperenaissance von seinen Besitzern vollkommen umgestaltet und präsentiert sich heute – in reduzierter Form – als schlichtes Putzgebäude, das als Restaurant genutzt wird.

## Beschreibung

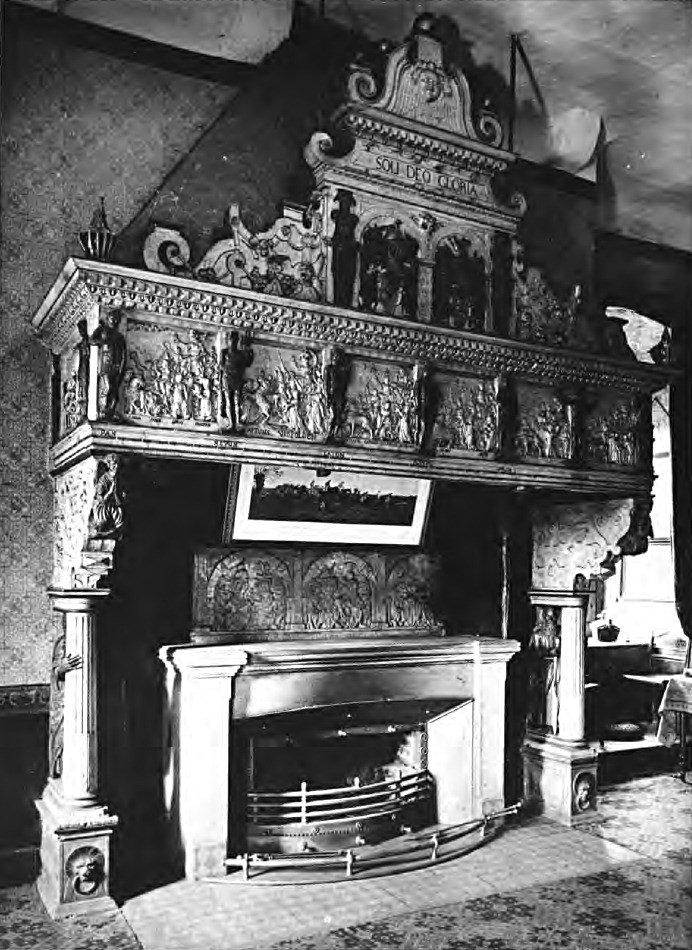
Kamin im Festsaal

Haus Goldschmieding ist ein viereckiges Herrenhaus mit nahezu quadratischem Grundriss und einem runden Eckturm an seiner Nordost-Ecke, der einen konkav geschwungenen Helm besitzt. Das zweigeschossige Gebäude aus Backsteinmauerwerk ist weiß verputzt und ist von einem ziegelgedeckten Mansarddach abgeschlossen. Vor dem 17. Jahrhundert war das Haus etwa doppelt so groß und präsentierte sich mit einer Erweiterung in Nordwest-Richtung, die in etwa die spiegelbildliche Form des heutigen Baubestandes besaß. Heute ist das Gebäude an der Ostseite um einen historisierenden, aber modernen Anbau ergänzt, der als Restaurant dient.
Von der Innenausstattung ist heutzutage noch der Festsaal mit Balkendecke erhalten, der als besonderes Prunkstück einen kunstvollen Renaissance-Kamin aus Baumberger Sandstein besitzt. Dieser ist vielleicht von dem aus Kalkar stammenden Bildhauer und Baumeister Wilhelm Vernuken gestaltet worden, denn die Ausführung weist starke Parallelen zu den aufwändig gestalteten Kaminen von Schloss Horst in Gelsenkirchen auf. Er misst 3,50 × 4,15 Meter bei einer Tiefe von über 80 cm. Sein Sturz besitzt acht Bildfelder mit allegorischen Reliefs, dazwischen finden sich antiken Götter- und Heroendarstellungen. Der Giebelaufbau des Kamins zeigt die Familienwappen seiner Erbauer Schell und Overlacker.

## Geschichte

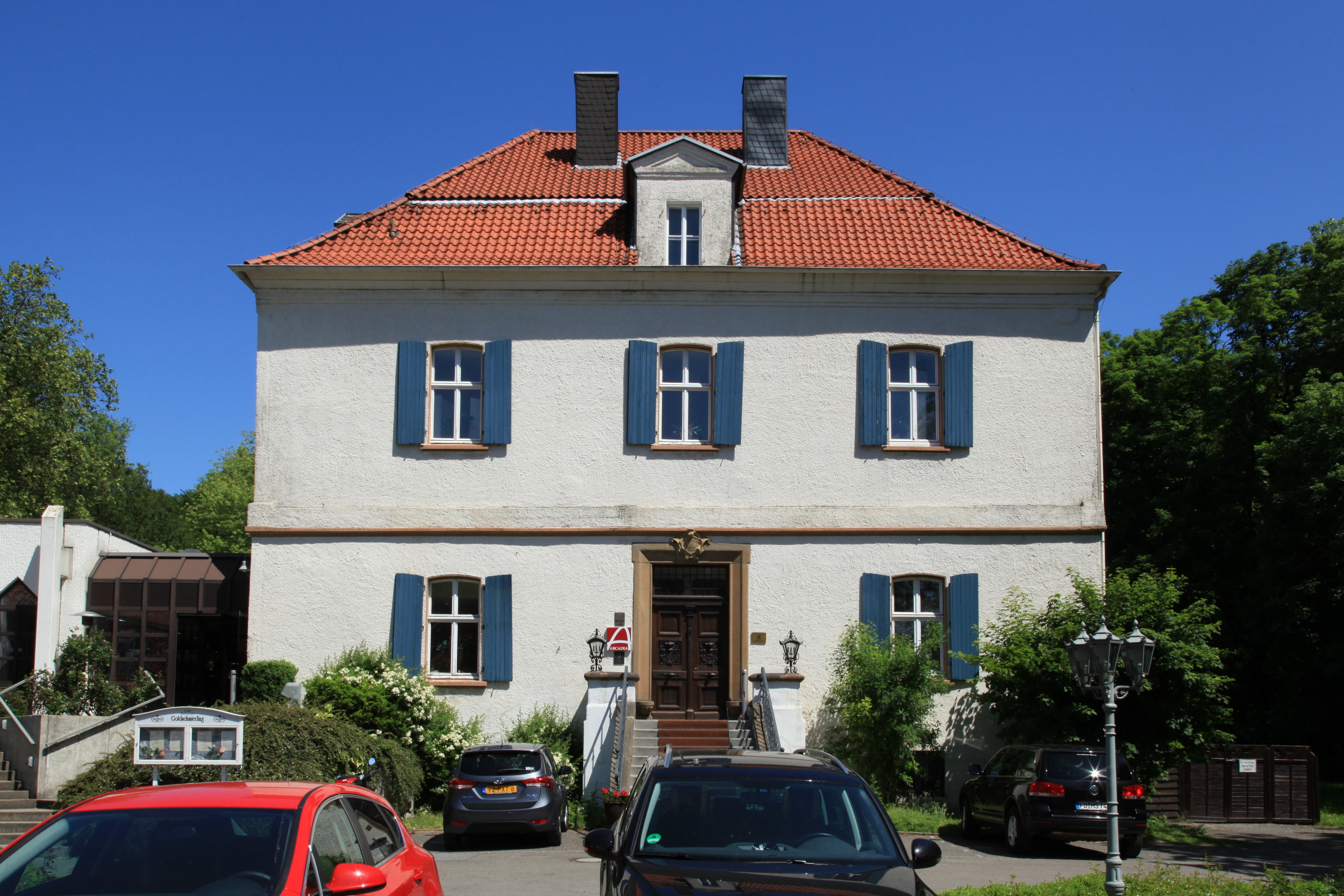
Eingangsportal und Freitreppe wurden 1894/95 gestaltet

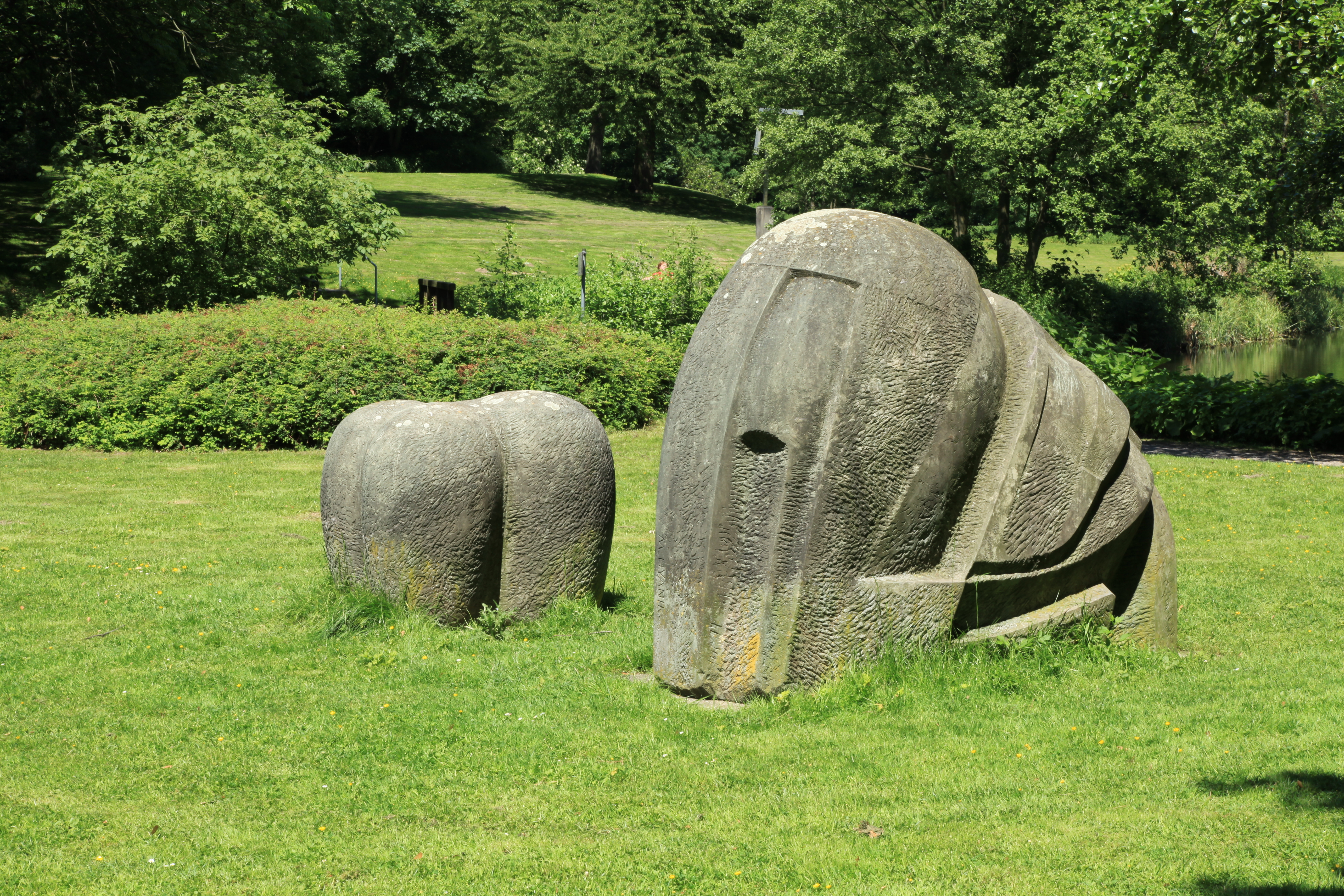
Skulpturen im Schlosspark

In Verbindung mit dem Ritter Lambert von Gholtsmedinc wird Haus Goldschmieding im Jahr 1275 als Grenzfeste des erzbischöflichen Recklinghausen gegen die Grafen von der Mark erstmals urkundlich erwähnt. Zu jener Zeit handelte es sich um ein wehrhaftes Haus, das – auf einer Insel gelegen – von einer Gräfte umgeben war. Auch die dazugehörige Vorburg lag auf einer eigenen Insel und war über einer Brücke mit der Hauptinsel verbunden.
Gegen Ende des 14. Jahrhunderts kam der Besitz an die Familie von Alstede, denen die Familie von Asbeck folgte. Nur wenig später war das Anwesen im Besitz Wilhelms von Ovelacker. Nachdem die Erbtochter von Goldschmieding, Anna Margaretha von Ovelacker, 1583 Johann von Schell zu Rechen geheiratet hatte, wechselte Haus Goldschmieding in den Besitz der Herren von Schell, die ihren Stammsitz im Haus Rechen bei Bochum hatten. Jürgen Christoph von Schell (1619–1677) wurde zum Schutzherren der kleinen evangelischen Gemeinde in Castrop. Er ermöglichte ihr, im Rittersaal evangelisch-lutherischen Gottesdienst zu feiern. In der zweiten Hälfte des 16. Jahrhunderts hatte die evangelische Gemeinde ihre Gottesdienst auf Schloss Bladenhorst feiern können, doch nachdem sich dessen Schlossherr Philipp Arnold von Viermundt (auch „Philipp von Viermundt der Jüngere“ genannt) der reformierten Kirche zugewandt hatte, war dies dort nicht länger möglich.
Das Ehepaar ließ das alte Gebäude abreißen und an seiner Stelle in den Jahren von 1583 bis 1597 einen Neubau errichten, wovon der prächtige Renaissance-Kamin im Festsaal des Herrenhauses mit den Wappen der Eheleute und der Jahreszahl 1597 kündet. Das neue Gebäude diente ausschließlich zu Wohnzwecken und wurde an seinem nordöstlichen und -westlichen Ende jeweils von einem runden Wehrturm flankiert, von denen heutzutage nur noch derjenige im Osten erhalten ist.
Während des 17. Jahrhunderts wurde die Nordwestseite des Hauses samt seinem Eckturm abgerissen, sodass in heutiger Zeit nur noch eine Hälfte des einstigen Baus erhalten ist. Sein Mansarddach, das in dieser Form erst seit der Mitte des 17. Jahrhunderts üblich war, ersetzte vermutlich ein älteres Walm- oder Satteldach.
250 Jahre lang war Haus Goldschmieding ununterbrochen Eigentum der Freiherren von Schell, ehe es 1838 in den Besitz des Gutsbesitzers Friedrich Klönne kam, der es 1872 dem irischen Unternehmer William Thomas Mulvany verkaufte. Das Herrenhaus diente ihm und seiner Familie nach englischer Sitte als Sommersitz, während sie den Rest des Jahres auf dem Knappengut in Pempelfort, heute ein Stadtteil von Düsseldorf, wohnten. Mulvany legte einen Landschaftsgarten auf seinem Besitz an und förderte den Reit- und Pferderennsport, indem er gegenüber dem Herrenhaus eine Naturhindernis-Pferderennbahn anlegen ließ.
Williams Sohn, Konsul Thomas Robert Mulvany, nahm in den Jahren 1894 und 1895 noch einmal größere Umbauten am Haus vor. So ließ er das heutige Eingangsportal und die dazugehörige Freitreppe anlegen. Bei der Erneuerung des Außenputzes 1937 wurde eine zugemauerte Türöffnung freigelegt, die bewies, dass sich das Vorgängerportal nicht an gleicher Stelle, sondern links davon in der Mittelachse des Festsaales und der „alten Mitte“ des Gebäudes befunden hatte.
1905 wurde der Bau an die Gelsenkirchener Bergwerks-AG verkauft, die ihn in der Zeit von 1950 bis 1968 der „Gesellschaft für moralische Aufrüstung“ als Gästehaus überließ. 1968 kam Haus Goldschmieding mitsamt dem dazugehörigen Park und der Rennbahn an die Stadt Castrop. Auf dem Areal der ehemaligen Vorburg wurde ein an alte Formen angelehnter Neubau errichtet, der als Hotel dient. Das eigentliche Herrenhaus beherbergt, um einen Anbau ergänzt, ein Restaurant.
Das Haus wird von einem weitläufigen Park umgeben, der frei zugänglich und mit zahlreichen modernen Skulpturen ausgestattet ist.